# 워드들쥐
워드들쥐(학명: Apodemus pallipes)는 붉은쥐의 일종이다. 키르키스탄과 타지키스탄, 아프가니스탄, 인도, 이란, 네팔, 파키스탄에서 발견된다.

## 특징
작은 설치류로 꼬리 길이 70~110mm를 제외한 몸길이가 72~110mm, 발 길이는 19~22mm이다. 귀 길이는 14~18mm이다. 등 쪽은 연한 노랑과 갈색부터 회색과 갈색까지 다양한 반면에 배 쪽은 희거나 회색이다. 옆구리를 따라서 등과 배 쪽이 뚜렷하게 구분된다. 다리 뒷쪽은 밝은 갈색빛 노란색을 띤다. 꼬리 길이는 몸길이 정도이고 꼬리 윗면은 갈색이며 아랫면은 희다.

## 생태
땅 위에서 생활하는 육상성 동물이다.

## 분포 및 서식지
중앙아시아에 널리 분포한다. 해발 1,465~3,965m 고도의 침엽수림과 진달래 숲에서 서식한다.

## 아종
4종의 아종이 알려져 있다.
- A. p. pallipes - 키르기스탄 남부, 타지키스탄, 아프가니스탄 북부와 동부.
- A. p. bushengensis (Zheng, 1979) - 중국 티베트 자치구 남부-서부.
- A. p. pentax (Wroughton, 1908) - 파키스탄 북부와 카이베르파크툰크와 주.
- A. p. wardi (Wroughton, 1908) - 인도 잠무 카슈미르 주와 히마찰프라데시 주, 우타라칸드 주, 네팔 서부와 중부.

## 보전 상태
널리 분포하고 개체수가 많기 때문에 IUCN 적색 목록에서 "관심대상종"으로 분류하고 있다.